# Procandea furcata
Procandea furcata är en insektsart som beskrevs av Young 1968. Procandea furcata ingår i släktet Procandea och familjen dvärgstritar. Inga underarter finns listade i Catalogue of Life.